# Fokker E.I
El Fokker E.I (Eindecker I, ‘monoplano’ en alemán) fue el primer avión de caza exitoso en entrar en servicio con la Luftstreitkräfte alemana a mediados de 1915. Su llegada al frente marcó el inicio de un período conocido como el "Azote de Fokker" durante el cual el E.I y sus sucesores Eindecker lograron en gran parte la superioridad aérea sobre el Frente Occidental.

## Operadores

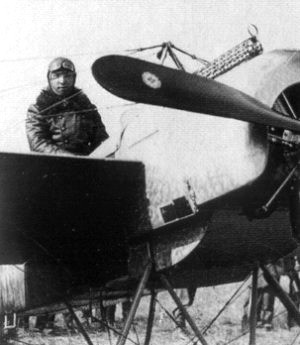
Max Immelmann de la Feldflieger Abteilung 62 en la cabina de su Fokker E.I.

Imperio austrohúngaro
- Luftfahrtruppen

 Alemania
- Luftstreitkräfte
- Kaiserliche Marine

## Especificaciones

### Características generales
- Tripulación: 1 piloto
- Longitud: 7,2 m (23,7 ft)
- Envergadura: 8,9 m (29 ft)
- Altura: 2,9 m (9,5 ft)
- Superficie alar: 15,9 m² (171,2 ft²)
- Peso vacío: 360 kg (793,4 lb)
- Peso cargado: 563 kg (1240,9 lb)
- Planta motriz: 1× Motor rotativo de 7 cilindros refrigerado por aire Oberursel U.0.
  - Potencia: 80 HP 60 kW
- Hélices: 1× bipala por motor.
- Diámetro de la hélice: de 2,3 a 2,5 m

### Rendimiento
- Velocidad máxima operativa (Vno): 130 km/h (81 MPH; 70 kt)
- Alcance: 198 km a 110 km/h
- Techo de vuelo: 3000 m (9843 ft)
- Régimen de ascenso: 1,7 m/s (327 ft/min)

### Armamento
- Ametralladoras: 1× Spandau MG08 de 7,92 mm de disparo frontal (Parabellum MG14 en los prototipos) con un sistema de sincronización que permitía disparar a través de la hélice

### Desarrollos relacionados
- Fokker M.5K
- Fokker E.II

### Listas relacionadas
- Anexo:Cazas de la Primera Guerra Mundial